# ミッキー・ドナルド・グーフィーの三銃士
『ミッキー・ドナルド・グーフィーの三銃士』（ミッキー・ドナルド・グーフィーのさんじゅうし、原題：Mickey, Donald, Goofy: The Three Musketeers）は、2004年8月17日に発売されたアメリカのディズニートゥーン・スタジオが製作したアニメーション映画（オリジナルビデオ）。

## 概要
ミッキーマウスのデビュー75周年記念作品。ミッキー、ドナルドダック、グーフィーが共演した初の長編アニメーション映画である。また日本語吹き替え版では長年ピートの声を演じた大平透が2015年に引退したため最後の長編アニメーション映画となった。
日本では同年9月3日にブエナ ビスタ ホーム エンターテイメントから日本語吹き替え版のVHS（規格品番：VWSJ-4898/VWSS-4898/VWSB-4898/VWGJ-4898）とDVD（規格品番：VWDS-4898）が発売されている。パッケージのキャッチコピーは「ミッキーマウス デビュー75周年記念 最新長編作品」。パッケージ裏のキャッチコピーは「この3人がチカラをあわせれば、もう誰にも止められない。」。

## ストーリー
舞台は中世のフランス王国。幼少期、悪党に絡まれていたところを、かの「三銃士」に助けられた貧しい身分のミッキー、ドナルド、グーフィー。彼らのような輝かしい近衛銃士を志すが、銃士隊の下働きをする毎日でその夢を叶えられずにいた。仕事は失敗ばかり繰り返すため上司のピートには役立たずと見なされ、さらに銃士になりたいという目標も否定されてしまう。「臆病者」のドナルド、「マヌケ」なグーフィー、そして「小さすぎる」ミッキーには銃士は努まらないからだ。
近衛隊長のピートにはもう一つの顔と野望があった。家来のビーグルボーイ達と共に裏でミニー王女を誘拐し自身が新たなフランス国王に君臨するというものである。そんな中、殺気を感じたミニーはピートを呼びつけ、直ちに直属の警護を付けるよう命じた。困惑するピートだったが、ミッキー達3人を「優れた精鋭部隊」に抜擢することで王女を危機に陥れる作戦を思い付く。
晴れて念願の銃士に就任したミッキー達はミニー王女の護衛に心を奮い立たせるが、ビーグルボーイらの奇襲を受け、ミニーと侍女・デイジーは敢え無く拐われてしまう。落胆する3人だったが、決意を新たにし後を追い危なげなくミニー達を救出してみせた。「落ちこぼれの三銃士」が予想以上に脅威であると判断したピートは、ミッキー達の殺害を企てる。
グーフィーはピートの手下・クララベルに捕まり、ピートの企みを知ったドナルドは「銃士をやめる」と宣言しミッキーを見捨てて去ってしまう。二人がいなくなって途方に暮れるミッキーは銃士としての自覚を失いピートに捕らわれ、古びた城の牢獄に閉じ込められてしまう。その頃、グーフィーはクララベルに海に落とされそうになるも彼女の歌をほめて改心させ、逃げようとするドナルドを引き連れてミッキー救出に向かう。しかし、ドナルドは弱気な性格のせいでまたもやミッキーを見捨てるも、トルバドールに「お前は卑怯者だ！」と叱咤され、「僕だってやってやる」と弱みを乗り越えグーフィーと共にミッキーを救出する。こうして、再会を果たした三人はミニーを助けに行こうとするが、ミッキーは「本物の銃士じゃない」と落ち込む。それを聞いたグーフィーは「確かに僕たちは臆病で小さくてマヌケかもしれないけど、みんなで力を合わせればピートにだって打ち勝てる」と励ます。そして、ミッキー達はミニーを助けるためにオペラへと向かう。
一方、オペラ会場ではミニーはピートに捕まり、部下に成り代わられてしまっていた。ミニーに変装した部下は「姫としての仕事は大変だから王国をピートに譲ります」と観客の前で宣言してしまう。遂に王としての夢をかなえたピートはオペラを満喫するが、ミッキー達やビーグルボーイの乱入によってオペラが台無しになってしまう。怒ったピートはドナルドとグーフィーを部下もろとも舞台の下へ落とし、ミッキーと1VS1の勝負をして追い詰める。万事休すかと思いきや、ドナルド達は無事だったので返討ちに遭ってしまう。そして、ドナルドとグーフィーは自分の悪口を言われたことでピートに仕返しをし、ミッキーは「確かに僕は小さいかもしれないけど、仲間がいれば3メートルにもなれるんだ」とピートを身長の差で打ち負かし、結局ピートは王国乗っ取りの夢をかなえられないままやられてしまうのだった。こうして、ミニーはミッキー達の手によって救われ、ミッキーとミニー、ドナルドとデイジー、そしてグーフィーとクララベルは互いに両想いになるのであった。
事件後、ミニーはピートに代わる銃士隊長となり、ミッキー・ドナルド・グーフィーを「フランスを救った英雄」として銃士として認めるのだ。銃士としての夢をかなえた三人は他の銃士たちと共に歌い、フィナーレを飾るのだった。

## キャラクター
ミッキーマウス
主人公。幼い頃に銃士隊に助けられたのをきっかけに銃士になるのを夢見ている。恩師からもらった帽子を大切にしている。幼い頃から「体が小さい」ことにコンプレックスを抱いていたが、持ち前の行動力と勇気を併せ持ち、ドナルドやグーフィーと共に立派な銃士へと成長する。二人がいなくなったことで弱気になるところもあるが、真面目なリーダーシップである点は本来のミッキーとほぼ同じ。
また、ビーグルボーイに服を斬られていつものパンツ姿になるシーンもある。オーディオコメンタリーでドナルド、グーフィー、ピートと漫才を繰り広げるなど、短編作品同様友人のような関係となっている。ドナルドの台詞を聞き取れないのを「面白い」と評したり、ピートに「口が臭い」と言うなどボケとツッコミを両方こなしている。
ドナルドダック
ミッキーの親友。本作ではいつもの短気な部分はあまりなく、臆病な性格が強調されており、たびたび逃げ腰になることも多いが、終盤ではその弱みを乗り越え勇敢に立ち向かうようになる。ピートの秘密をミッキーに話した時に「なんて言ってるのかわからない」と言われたり、トラブルに巻き込まれるなど本来のドナルド同様散々な扱いが多い。
銃士の服を脱いだ時にいつもの服になるシーンがある。オーディオコメンタリーにてたびたび自分の台詞をネタにされたり、グーフィーにツッコミを入れたりしている。
グーフィー
ミッキーの親友。ドジでマヌケな性格は本来のグーフィーと変わらず、持ち前の優しさで「本物の銃士じゃない」と落ち込むミッキーや怖がるドナルドを励ましたり、ピートの手下・クララベルと恋に落ち、改心させる。賢くはないが頭の回転が速くビーグルボーイ退治とミニー救出を同時にこなす真面目な一面も見せる。
オーディオコメンタリーにおいても、ドナルドやピートと漫才をしたり、映画のシーンを演技と知らなかったりなど、本編と変わらない天然でドジっぷりを見せている。
プルート
ミッキーの愛犬。持ち前の嗅覚でピートを見つけたり、ビーグルボーイに捕まったミニーを発見するなど忠犬らしい活躍をする。
ミニーマウス
フランスの王女様。王国を狙うピートに「護衛をつけてくれ」と命じ、ミッキー達を頼る。ふとしたことからミッキーに恋心を抱き、運命の人だと語る。ラストではピートに代わって銃士隊の隊長となりミッキー達を銃士として認めた。
デイジーダック
ミニーの侍女。恋に悩むミニーの唯一の相談相手。ミニーに対しては愛想よくふるまう一方で本来のデイジー同様強気な部分もあり、当初は銃士になって間もないドナルドに呆れることが多かったが、ラストは彼の頑張りを認め、両想いになった。
ピート
表では銃士隊の隊長だが、その正体は王女をさらって王国を我が物にしようとする悪人のボス。失敗ばかりのミッキー達を散々罵倒した挙句、「ミニーの護衛」としてミッキー達をわざと銃士に装わせるなど本来のピート同様、卑怯で意地悪な部分が目立ち、本人曰く「ママ譲り」らしく生まれた日から愛されなかったらしい。最後はミッキー達に成敗され、王国乗っ取りの夢もかなわないままに終わった。
本作では過去作のクラシック短編同様、義足をつけており、オーディオコメンタリーにて「足に油を塗って差している」ということが語られている。また、ミッキーたちとは悪友のような関係でもあり、ドナルドやグーフィーにツッコミを入れたりしている。
ビーグルボーイズ
ピートの部下たち。長身のリーダー、中間、小柄の3人組。ドジで失敗が多く、ピートからぞんざいに扱われている。一方で、ピートの命令を真面目にこなすこともあり、ミッキー達を追い詰めたりする。最後はピートによってドナルドやグーフィーもろとも舞台の下に落ちてしまった（ドナルド達が無事だったことから、彼らも無事だった模様）。
クララベル・カウ
ピートの手下。ビーグルボーイと比べて、ピートに非常に忠実であり、敵味方問わず殺そうとするなど冷酷な一面もあるが抜群の歌唱力の持ち主で、自分の歌に惚れたグーフィーの優しさで改心し、両想いになった。
トルバドール
本作のナレーションを担当するカメ。陽気な性格で音楽とおしゃべりが大好きで、甲羅にギターやチューバなどの楽器をしまっている。元々は本編の歌を担当する予定であったらしいが本来のナレーターにその約束をすっぽかされてしまうも事故によって偶然ナレーターになる。主に話を盛り上げるのが役目だが、時折、物語に干渉し、ミッキー救出の時に怯えるドナルドを叱咤するなどそれなりに活躍もある。

## キャスト
| 役名               | 英語版声優               | 日本語吹替 |
| ------------------ | ------------------------ | ---------- |
| ミッキーマウス     | ウェイン・オルウィン     | 青柳隆志   |
| ドナルドダック     | トニー・アンセルモ       | 山寺宏一   |
| グーフィー         | ビル・ファーマー         | 島香裕     |
| プルート           | ビル・ファーマー         | 原語版流用 |
| ミニーマウス       | ルシー・テイラー         | 水谷優子   |
| デイジーダック     | トレス・マクニール       | 土井美加   |
| ピート             | ジム・カミングス         | 大平透     |
| クララベル・カウ   | エイプリル・ウィンチェル | 福島桂子   |
| ビーグルボーイズ#1 | モーリス・ラマーシュ     | 立木文彦   |
| ビーグルボーイズ#2 | ジェフ・ベネット         | 乃村健次   |
| ビーグルボーイズ#3 | フランク・ウェルカー     | 龍田直樹   |
| トルバドール       | ロブ・ポールセン         | 本間ひとし |

※その他の日本語吹き替え：阪口周平、ヴォイスフィールド

## テーマ曲
- 「銃士隊のテーマ」（歌：本間ひとし）
- 「俺はかっこいい」（歌：大平透）
- 「ファースト・ラブ」（歌：本間ひとし）
- 「愛の翼」（歌：本間ひとし）
- 「ピートはフランスの王様だ」（歌：大平透）
- 「愛の鎖」（歌：島香裕、福島桂子）
- 「おしまいだ」（歌：本間ひとし）
- 「銃士隊のテーマ（フィナーレ）」（歌：青柳隆志、山寺宏一、島香裕）

## スタッフ
- 監督：ドノバン・クック（英語版）
- 製作：マーゴット・ピプキン
- 原作：アレクサンドル・デュマ・ペール
- 脚本：エヴァン・スピリオトポウロス、デイヴィッド・ミッキー・エヴァンズ（英語版）
- ユニット・ディレクター：ケヴィン・バーティ
- ユニット・プロデューサー：デビー・クランプ
- 作曲・指揮：ブルース・ブロートン
- 編集：ブレット・マーネル

## 日本語版制作スタッフ
- 演出：加藤敏
- 翻訳・訳詞：佐藤恵子
- 音楽演出：市之瀬洋一
- 録音・調整：吉田桂代子（オムニバス・ジャパン）
- 録音制作：東北新社
- 制作監修：津司大三
- 日本語版制作：DISNEY CHARACTER VOICES INTERNATIONAL, INC.

## 映像特典
- ゲーム（オペラハウスへようこそ／帽子でえらぼう! いろんなミッキー）
- メイキング
- ミッキーたちによる音声解説
- 未公開シーン集
- 歌ってみましょう（英語版）

## 書物
- 『ディズニーアニメ小説版54 ミッキー・ドナルド・グーフィーの三銃士』（文：橘高弓枝、偕成社、2004年9月1日発売）ISBN 4-03-791540-5
- 『ディズニー名作ゴールド絵本22 ミッキー・ドナルド・グーフィーの三銃士』（文：斎藤妙子、講談社、2004年9月8日発売）ISBN 978-4-06-262522-7
- 『ディズニースーパーゴールド絵本 ミッキー・ドナルド・グーフィーの三銃士』（文・構成：斎藤妙子、講談社、2011年3月25日発売）ISBN 978-4-06-262571-5

## ゲーム
- キングダム ハーツ 3D ［ドリーム ドロップ ディスタンス］ - 本作をモデルとしたワールド「カントリー・オブ・ザ・マスケティア」が登場する。